# Współczynnik korelacji punktowo-dwuseryjnej
Współczynnik korelacji punktowo-dwuseryjnej – jedna z miar zależności, współczynnik określający poziom zależności pomiędzy z jednej strony zmienną ciągłą i ilościową oraz z drugiej strony zmienną nominalną i dychotomiczną (u której podstaw nie ma kontinuum np. płeć). Współczynnik ten można policzyć na dwa sposoby: używając wzoru na współczynnik korelacji punktowo-dwuseryjnej albo (podobnie jak ma to miejsce w przypadku współczynnika fi) przekształcić zmienną nominalną, żeby przyjmowała wartości 0 i 1 (np. kobieta 0, mężczyzna 1; jest to tzw. dummy coding), a następnie policzyć dla obu zmiennych współczynnik korelacji liniowej Pearsona.
Przykład zastosowania: związek pomiędzy płcią (wartości: kobieta i mężczyzna) a wynikiem egzaminu z matematyki (wartości: od 0 do 100).

## Wzór
Współczynnik korelacji punktowo-dwuseryjnej dla danej próby możemy obliczyć w następujący sposób:
{\displaystyle r_{pb}={\frac {{\bar {x}}_{1}-{\bar {x}}_{0}}{s}}{\sqrt {\frac {n_{1}n_{0}}{n(n-1)}}}},
gdzie {\displaystyle {\bar {x}}_{1}} to średnia wartość cechy ilościowej w pierwszej grupie wyznaczonej przez zmienną dychotomiczną, {\displaystyle {\bar {x}}_{0}} to średnia w drugiej grupie, {\displaystyle s} to odchylenie standardowe z próby zmiennej ilościowej, {\displaystyle n_{1}} to liczebność pierwszej grupy wyznaczonej przez zmienną dychotomiczną, {\displaystyle n_{0}} to liczebność drugiej grupy, {\displaystyle n} to łączna liczebność próby.